# ブラウンシー島実験キャンプ
ブラウンシー島実験キャンプ（ブラウンシーとうじっけんキャンプ、英: Brownsea Island Scout camp）とは、1907年8月初旬（7月29日から31日に集合、8月1日から8日まで野営）、ロバート・ベーデン＝パウエル卿（以下B-P）と20名の少年たちがブラウンシー島でボーイスカウトの実験のために行った8日間のキャンプのこと。
B-Pが、この島に住居を持っていたチャールズ・バン・ラールト夫妻から招待を受けたことをきっかけにして、自然が豊富で余人に邪魔されず、ロンドンからのアクセスが比較的容易なこの島でボーイスカウトの実験を行うこととした。
参加した少年たちは、イートン校やハーロウ校などの有名パブリック・スクールからは中産階級の子弟が、ボーンマスやプール地域からは労働者階級の子弟が招かれた。

## このキャンプに参加したスカウト
4班21名。各班（パトロール）にはひとりの班長（パトロールリーダー）が任命され、彼を含め5-6名がひとつの班を形成する。

### 「ベーデン-パウエル:英雄の2つの生涯」での記録
- シギ 班(Curlews)： 
  - マスグレイブ・C・ロートン(Musgrave(Bob) C. Wroughton) ：パトロールリーダー
  - セドリック・I・カーティス(Cedric I. Curteis)
  - ジョン・マイケル・エヴァンズ-ロム(John Michael Evans-Lombe)
  - パーシー・アーサー・メドウェイ(Percy Arthur Medway)
  - レジナルド・ウォルター・ジャイルズ(Reginald Walter Giles)
  - サイモン・ロドニー(Simon Rodney)
- カラス班(Ravens)： 
  - トーマス・ブライアン・エクトン・エヴァンズ-ロム(Thoamas Brain Achton Evans-Lombe) ：パトロールリーダー
  - アーサー・プリマー(Arthur Primmer)
  - アルバート・ブランドフェード(Albert Blandford)
  - ジェイムズ・H・B・ロドニー(James H. B. Rodney)
  - マーク・ノーブル(Marc Noble)
- 狼班(Wolves)： 
  - ジョージ・ロドニー(George Rodney) ：パトロールリーダー
  - ハーバード・ワッツ(Herbert(Bertie) Watts)
  - J・アラン・ヴィヴィアン(J. Alen Vivian)
  - テレンス・エワート・ボンフィールド(Terence Ewart Bonfield)
  - リチャード・グラント(Richard Grant)
- 雄牛班(Bulls)： 
  - ハーバート・エムリー(Herbert Emley) ：パトロールリーダー
  - エゼルバート・ジェイムズ・タラント(Ethelbert James Tarrant)
  - ハーバード・コリンボーン(Herbert Collingbourne)
  - ウィリアム・ロドニー(William Rodney)
  - ハンフリー・B・ノーブル(Humphrey B. Noble)

### 「ボーイスカウトが目指すもの -世界のボーイスカウト運動の100年-」での記録
- 狼班： 
  - マスグレイブ・ロートン：パトロールリーダー
  - セドリック・カーティス
  - ジョン・エヴァンズ-ロム
  - レジナルド・ジャイルズ
  - パーシー・メドウェイ
- 雄牛班：
  - トーマス・ブライアン・エヴァンズ-ロム：パトロールリーダー
  - バーティ・ブランドフェード
  - マーク・ノーブル
  - アーサー・プリマー
  - ジェームズ・ロドニー
- シギ（ダイシャクシギ）班：
  - ジョージ・ロドニー：パトロールリーダー
  - テリー・ボンフィールド
  - リチャード・グラント
  - アラン・ヴィヴィアン
  - ハーバード・ワッツ
- カラス（ワタリガラス）班： 
  - ハーバート・エムリー：パトロールリーダー
  - ハーバード・コリンボーン
  - ハンフリー・ノーブル
  - ウィリアム・ロドニー
  - バーティー・タラント
- 成人のリーダー
  - B-P
  - ドナルド・ベーデン＝パウエル
  - パーシー・W・エヴァレット
  - ジョージ・ウォルター・グリーン
  - ケネス・マクラーレン
  - ヘンリー・ロブソン
  - ウィリアム・スティーブンス
  - 軍人のコック（氏名不詳）